# Андрія Прлайнович
Андрія Прлайнович  (серб. Andrija Prlainović, 28 квітня 1987) — сербський ватерполіст, олімпійський чемпіон та медаліст, дворазовий чемпіон світу, чотириразовий чемпіон Європи. 

## Виступи на Олімпіадах
| Олімпіада   | Дисципліна | Місце |
| ----------- | ---------- | ----- |
| Пекін 2008  | водне поло | 3     |
| Лондон 2012 | водне поло | 3     |
| Ріо 2016    | водне поло | 1     |